# Hulunbuir
Hulunbuir - (em Mongol: Kölün buyir; em Chinês Pinyin: Hūlúnbèi'ěr) é uma região administrada como Prefeitura com nível de cidade nordeste da Mongólia interior, República Popular da China. Tem como centro administrativo o Distrito de Hailar, sua maior área urbana.

## Dados principais
Até 10 de outubro de 2001, Hulun Buir era administrada como um Liga da Mongólia interior. Sua área é de 263.953 km² e sua população era de 2,7 milhões de habitantes em 2004, seu PIB era de 21,33 billhões de Yuans. A área de jurisdição da cidade é em realidade maior do que a de muitas províncias Chinesas (e de 42 dos estados Americanos), sendo reconhecida como um dos mais extensos municípios do mundo, embora a real aglomeração urbana seja apenas uma pequena parte da região. A densidade populacional média de Hulunbuir é muito pequena.
Historicamente, a área oriental de Hulunbuir é chamada de Barga.
As mais interessantes paisagens são as altas estepes das pradarias "Hulun Buir", os lagos Hulun e Buir nuur (este parcialmente na Mongólia) e a cadeia montanhosa Grande Khingan. Hulun Buir faz fronteira com a Rússia, a Mongólia, a província de Heilongjiang e a liga Hinggan.

## Subdivisões
Hulunbuir se divide em treze jurisdições de nível condado. (todas populações de 2004);
Há um único Distrito:
- Hailar (海拉尔区 - Hǎilā'ěr Qū), 1.440 km², 260 mil habitantes, centro administrativo de Hulun Buir;

São cinco Cidades-Condado :
- Manzhouli (满洲里市 - Mǎnzhōulǐ Shì), 696 km², 160 mil habitantes
- Zhalantun (扎兰屯市 - Zhālántún Shì), 16.800 km², 440 mil habitantes
- Yakeshi (牙克石市 - Yákèshí Shì), 27.590 km², 400 habitantes
- Genhe (根河市 - Gēnhé Shì), 19.659 km², 170 mil habitantes
- Ergun (额尔古纳市 - É'ěrgǔnà Shì), 28.000 km², 90 mil habitantes

Quatro Bandeiras (Mongólia interior):
- Arun (阿荣旗 - Āróng Qí), 12.063 km², 320 mil habitantes - centro administrativo - Naji (那吉镇);
- Nova Barga Direita (新巴尔虎右旗 - Xīnbā'ěrhǔ Yòu Qí), 25.102 km², 30 mil habitantes, centro administrativo: Altan Emel (阿拉坦额莫勒镇);
- Nova Barga Esquerda (新巴尔虎左旗 - Xīnbā'ěrhǔ Zuǒ Qí), 22.000 km², 40 mil habitantes, centro administrativo: Amgulang (阿穆古郎镇);
- Velha Barga (陈巴尔虎旗 - Chénbā'ěrhǔ Qí), 21,192 km², 60 mil habitantes, centro administrativo: Bayan Hure (巴彦库仁镇);

Três Bandeiras autônomas (Mongólia interior):
- Oroqen (鄂伦春自治旗 - Èlúnchūn Zìzhìqí), 59,800 km², 280 mil habitantes, centro administrativo: Alihe (阿里河镇);
- Ewenk (鄂温克族自治旗 - Èwēnkèzú Zìzhìqí), 19,111 km², 140 mil habitantes, centro administrativo: [Bayan Tohoi (巴彦托海镇);
- Morin Dawa Daur (莫利达瓦达斡尔族自治旗 - Mòlìdáwǎ Dáwò'ěrzú Zìzhìqí), 10,500 km², 320 mil habitantes, centro administrativo: Nirgi (尼尔基镇).

## Demografia
Dados do ano 2000:
| grupo étnico | população | percentual |
| ------------ | --------- | ---------- |
| Han          | 2,199,645 | 81.85%     |
| Mongóis      | 231,276   | 8.6%       |
| Manchu       | 111,053   | 4.13%      |
| Daur         | 70,287    | 2.62%      |
| Hui          | 30,950    | 1.15%      |
| Evenkis      | 25,418    | 0.95%      |
| Coreanos     | 8,355     | 0.31%      |
| Russos       | 4,741     | 0.18%      |
| Oroqen       | 3,144     | 0.12%      |
| Xibe         | 956       | 0.04%      |
| outros       | 1,403     | 0.05%      |